# ليه هال (مترو باريس)
ليه هال (بالفرنسية: Les Halles)‏ هي محطة مترو تابعة لمترو باريس تقع في فرنسا في الدائرة الأولى في باريس.[بحاجة لمصدر]